# Воля-Плавська
Воля-Плавська (пол. Wola Pławska) — село в Польщі, у гміні Борова Мелецького повіту Підкарпатського воєводства. Населення — 263 особи (2011).
У 1975—1998 роках село належало до Ряшівського воєводства.

## Демографія
Демографічна структура станом на 31 березня 2011 року:
|          | Загалом | Допрацездатний вік | Працездатний вік | Постпрацездатний вік |
| -------- | ------- | ------------------ | ---------------- | -------------------- |
| Чоловіки | 137     | 31                 | 86               | 20                   |
| Жінки    | 126     | 31                 | 60               | 35                   |
| Разом    | 263     | 62                 | 146              | 55                   |